# Inseguimento

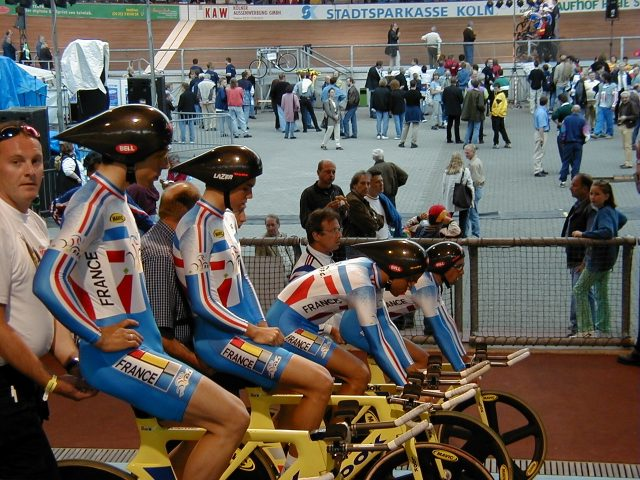
Un quartetto dell'inseguimento a squadre al via: i ciclisti partono in linea da fermi distanziati di un metro l'uno dall'altro

L'inseguimento è una specialità del ciclismo su pista. Due ciclisti o due team si sfidano su una distanza prefissata partendo da due punti diametralmente opposti sui due rettilinei della pista: vince chi per primo raggiunge l'avversario o, caso molto più frequente, chi copre la distanza nel minor tempo.
Nella versione a squadre competono, sia in campo maschile che femminile, formazioni formate ciascuna da quattro ciclisti.
Sia nella disciplina individuale che in quella a squadre, la lunghezza del tracciato è di 4 km.

## Descrizione

### Svolgimento delle gare
Le competizioni di inseguimento si aprono in genere con una prima manche nella quale i ciclisti scendono in pista a due a due per stabilire, analogamente ad una comune gara a cronometro, il loro tempo di qualifica. Il formato è lo stesso per le gare a squadre, con l'unica differenza che, se la pista del velodromo è lunga meno di 400 metri, le formazioni scendono in gara a una a una. Gli autori dei quattro migliori tempi in assoluto affrontano le prove ad eliminazione diretta: vengono cioè accoppiati per le semifinali e le finali, ove gareggiano secondo le modalità proprie di una sfida di inseguimento. Ai Giochi olimpici invece gli otto migliori accedono ad un secondo turno: in tale fase gli otto atleti (o team) gareggiano ancora soltanto contro il cronometro, e i migliori due approdano direttamente alla finale.
Le gare si tengono sempre con partenza da fermo e su una distanza fissa, diversa a seconda delle categorie. Nell'individuale, le competizioni maschili sono sulla distanza dei quattro chilometri per gli Elite e dei tre per gli juniores, mentre quelle femminili sono sui tre chilometri per le Elite e sui due per le juniores. Nella prova a squadre le gare vengono invece disputate su una distanza di quattro chilometri sia per gli uomini che per le donne, e il tempo finale viene preso sulla ruota anteriore del terzo atleta al traguardo. Si osservi che prima delle modifiche al regolamento UCI apportate in data 25 febbraio 2013, le gare femminili a squadre si svolgevano tra formazioni di sole tre atlete sulla distanza di tre chilometri.
Il momento più importante della gara è, se avviene, il ricongiungimento: in quel momento la gara si considera conclusa (questo non vale per le fasi di qualificazione, dove conta solo il tempo al traguardo). Nelle competizioni individuali l'inseguimento è completo per regolamento se la corona della bicicletta del ciclista che insegue riesce ad affiancare quella del ciclista inseguito; nelle prove a squadre, invece, al fine di evitare collisioni, è sufficiente che il team che tenta il ricongiungimento (purché composto da almeno tre atleti) arrivi a meno di un metro di distanza dalla formazione rivale.

## Storia e record
In campo maschile aveva una grande tradizione nella specialità soprattutto l'Italia, con campioni quali Fausto Coppi, Antonio Bevilacqua, Guido Messina, Leandro Faggin, Francesco Moser e l'olimpionico Andrea Collinelli. In seguito si sono messi invece in evidenza soprattutto ciclisti tedeschi, come Jens Lehmann e Robert Bartko, britannici, come Chris Boardman, Graeme Obree e Bradley Wiggins, e australiani, come Bradley McGee e Jack Bobridge.
Il record del mondo individuale maschile sui 4 chilometri, 3'59"153, appartiene dal 18 ottobre 2024 all'italiano Jonathan Milan. Tale prestazione ha abbassato di 483 centesimi di secondo il tempo di Filippo Ganna (3'59"636, 14 ottobre 2022), che a sua volta aveva migliorato il precedente dell'americano Ashton Lambie, il primo a scendere sotto il muro dei 4 minuti (3'59"930 in altura ad Aguascalientes, 18 agosto 2021).
Il record a squadre (3'40"730) è appannaggio del quartetto australiano formato da Oliver Bleddyn, Sam Welsford, Conor Leahy e Kelland O'Brien, che l'ha stabilito il 6 agosto 2024	a Saint-Quentin-en-Yvelines. In precedenza il record era detenuto dal quartetto italiano (Consonni, Ganna, Lamon e Milan) col tempo di 3'42"032 (4 agosto 2021, Giochi olimpici di Tokyo). Prima di Tokyo, il record l'aveva segnato la Danimarca che nel 2020 aveva corso in 3'44"672. 
Il primato individuale tra le donne sui 3 chilometri è della statunitense Chloé Dygert, 3'20"060, stabilito ad Apeldoorn il 3 marzo 2018; quello per i quartetti femminili sui 4 chilometri, 4'04"242, risale invece al 3 agosto 2021, stabilito ai Giochi olimpici di Tokyo dalle tedesche Franziska Brauße, Lisa Brennauer, Lisa Klein e Mieke Kröger.